# Repatriación (Paraguay)
Repatriación es un distrito paraguayo del Departamento de Caaguazú, ubicado a 190 km de Asunción. Se accede por un ramal que parte de la Ruta PY02. Se sitúa a orillas del arroyo Capiibary. Fue creado como una colonia agrícola el 23 de abril de 1963. En 1974 fue elevada a la categoría de distrito.
La población de esta localidad proviene del contingente de familias que retornó de la Argentina, Brasil y otros países, en busca de tierra propia en los años 60, de allí su nombre. Hoy día no todos sus habitantes son descendientes de los repatriados de entonces; algunos de ellos vendieron sus tierras y emigraron a otras zonas del país.

## Geografía
Situado en el extremo sur del Departamento de Caaguazú, sus 324 km² de extensión están cubiertas por grandes llanuras, utilizadas por los pobladores de la zona para la producción agrícola ganadera. Las tierras del distrito son bañadas por afluentes del arroyo Mboy Caé , el arroyo Guazú, el arroyo Ysoky y el arroyo Yjhovy. Limita al norte con Caaguazú, Frutos y Doctor Estigarribia; al sur con el Departamento de Guairá; al este con el Departamento de Caazapá; y al oeste con Caaguazú.

## Clima
Como todo el departamento de Caaguazú, este distrito predomina el clima templado, y caen abundantes lluvias. Su temperatura máxima asciende a 31 °C en verano, y baja hasta cerca de O °C en invierno. Debido a su clima se caracteriza como una de las mejores zonas para la agricultura.

## Demografía
La población asciende a 24 459 habitantes, según datos oficiales del censo paraguayo de 2022.

## Economía
La ciudad es un importante centro de actividad ganadera que incluye la producción de ganado vacuno, equino, ovino y porcino. En relación con la agricultura, existen cultivos de algodón, yerba mate, soja, caña de azúcar, mandioca y además cultivos de horticultura.
Resalta en este distrito la presencia de la congregación “Pueblo de Dios”, desde el año 1962, con una gran cantidad de seguidores que forman colonias que deben autosustentarse. Repatriación se destaca por sus trabajos de carpintería, buenos trabajos realizados en madera. 
La producción maderera con los primeros rolliceros o hacheros, por ello al departamento de Caaguazú se le dio la calificación de “capital de la madera” constituyéndose en el primer productor maderero nacional y el primer lugar en exportación de madera, desde inicios de la década del 70, coincidente con la denominada "Marcha al Este" y la habilitación de la ruta VII.

## Infraestructura
Su principal vía de comunicación, conecta a través de sus 11 km de vías asfaltas correspodientes a la Ruta PY13 con la Ruta PY02. Posee dentro del área urbano calles pavimentadas, otras empedradas, enripiadas y terraplenadas que facilitan el desplazamiento de las personas y vehículos dentro del distrito. Posee medios de transporte público que hacen recorridos urbanos, interurbanos y nacionales, y con servicios periódicos hasta la capital del país. 

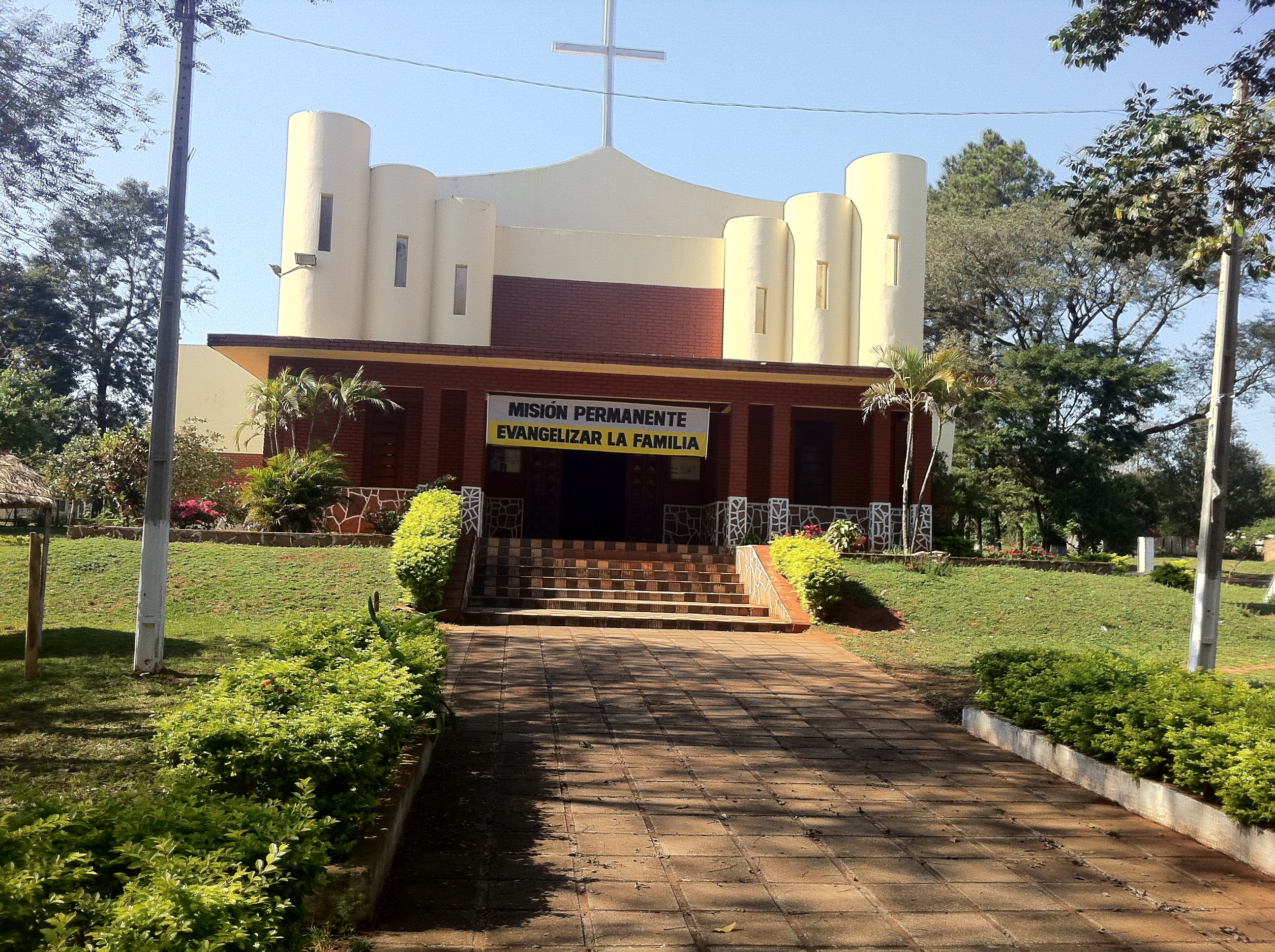
Parroquia del Municipio

## Cultura
La población es predominantemente católica. Su santo patrono es la Virgen Maria Auxiliadora cuya festividad se celebra el 24 de mayo. También, es asiento de la Congregación Cristiana  Pueblo de Dios.